# 宜蘭縣立內城國民中小學
宜蘭縣立內城國民中小學是宜蘭縣員山鄉的一所九年一貫教育實驗學校，也是該縣第一所公辦公營九年一貫實驗學校，係由榮源國中與內城國小合併，於2013年8月1日成立。以往榮源國中擁有傳統足球隊

## 歷史
本校前身為宜蘭縣立榮源國民中學與宜蘭縣立內城國民小學。

### 內城國民小學
於1950年9月創校，稱為深溝國校內城分班。於1952年9月改制為深溝國小內城分校，並於1960年9月升格為宜蘭縣員山鄉內城國民學校。於1968年9月改制為宜蘭縣員山鄉內城國民小學。並於1986年3月1日奉令設置附設幼稚園（雖然先前已有托兒班）。1996年8月1日，化育國小、自強國小改制為內城國小化育分校與自強分校，之後自強分校併入化育分校。

### 榮源國民中學
於1974年9月創校，稱為宜蘭縣立員山國民中學分部。1975年在現址興建五間教室、一間辨公室，計有三個年級共九班，然而因教室不足，借用附近員山榮民醫院禮堂上課。<於1978年8月獨立為宜蘭縣立榮源國中。

### 內城國民中小學
由於內城國小的校地問題以及新生來源逐年減少，2007年起地方人士向宜蘭縣政府提出兩校合併之構想。2009年評估榮源國中校舍應拆除重建，又考量內城國小用地所有權及租金問題，宜蘭縣政府乃於2010年開始規劃兩校合併成立實驗學校。
2013年8月1日，宜蘭縣立內城國民中小學正式成立，定位為宜蘭縣第一所公辦公營九年一貫實驗學校，目標為發展獨有課程方案及特色，吸引學區外學生就讀，促進學校及社區發展。
榮源國中足球隊
是本校以往傳統校隊征戰無數大小比賽。

## 歷任校長

### 內城國民小學
1. 黃朝枝：1960.11.03至1965.08.01
2. 吳森林：1965.10.21至1971.10.15
3. 王增玉：1972.05.01至1982.08.01
4. 張松柏：1982.08.01至1987.08.01
5. 王建華：1987.08.22至1988.08.20
6. 游琪瑞：1988.08.22至1993.02.01
7. 林芳澤：1993.02.01至1998.08.01
8. 許素貞：1998.08.01至2002.07.31
9. 郭添枝：2002.08.01至2009.07.31
10. 林鴻樟：2009.08.01至2013.06.29[3]

### 榮源國民中學
1. 陳興勤：1978年12月起
2. 林義雄：1989年3月起
3. 王文先：1992年9月起
4. 葉志榮：1995年3月起
5. 高建民：1997年8月起
6. 吳宏昇：2000年8月起
7. 孫羅晏

### 內城國民中小學
1. 劉獻東：2013年6月29日[1]

## 校歌

### 內城國民小學
詞曲：黃彩鑾
太平洋濱美麗島　水秀山明蘭陽城 平濤綠野田園風光　巍巍校舍清靜優美
莘莘學子朗朗誦聲　諄諄誘導啟迪群英 五育並重敎學相長　親愛精誠全校一家
我愛我們的樂園　可愛的內城國小

### 榮源國民中學
詞：陳興勤  曲：楊勇溥
蘭陽平原 物阜民殷 太陽池畔 吾校創興
願我莘莘學子  大家親愛精誠
勤勉砥礪  五育兼修  自強愛國  奮發前進
榮源榮源  日新又新  榮源榮源  日新又新

## 現況
內城國民中小學招生對象為設籍宜蘭縣學生，無縣內學區限制，內城地區(原國中、國小學區)學齡兒童與青少年優先招收。
課程規劃採取三學期制，包括舊有的兩學期並於寒暑假安排實驗課程。
內城國民中小學於2013年開始招生，幼稚園、國小部仍在內城國小上課，國中部在榮源國中上課。在榮源國中校地建築的新校舍，已於2014年8月完工，於同(2014)年9月15日遷入新校舍啟用。
然則內城國民中小學成立之後，原屬內城國小的化育分校與實施九年一貫課程規劃的校本部，配合上出現困難，對於日後是否仍隸屬內城國民中小學，仍在研議中。黃宇賢